# Ignaz Felix von Roll zu Bernau

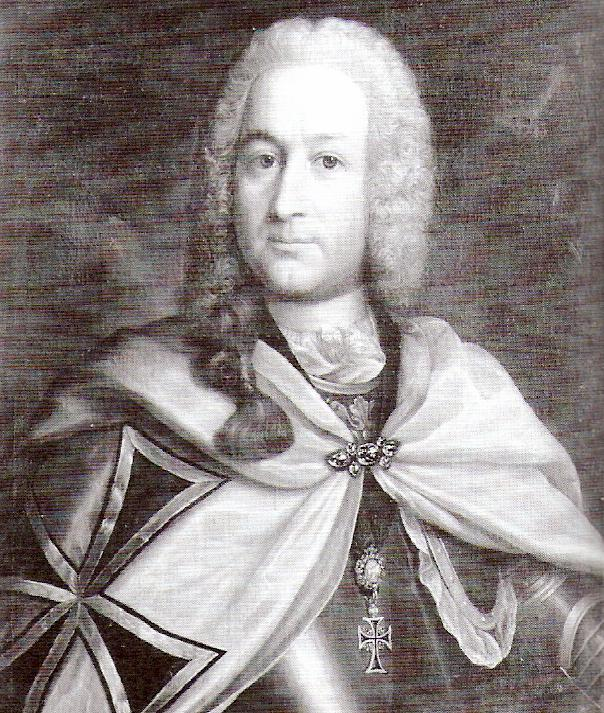
Felix von Roll (Porträt von F. Lippoldt)

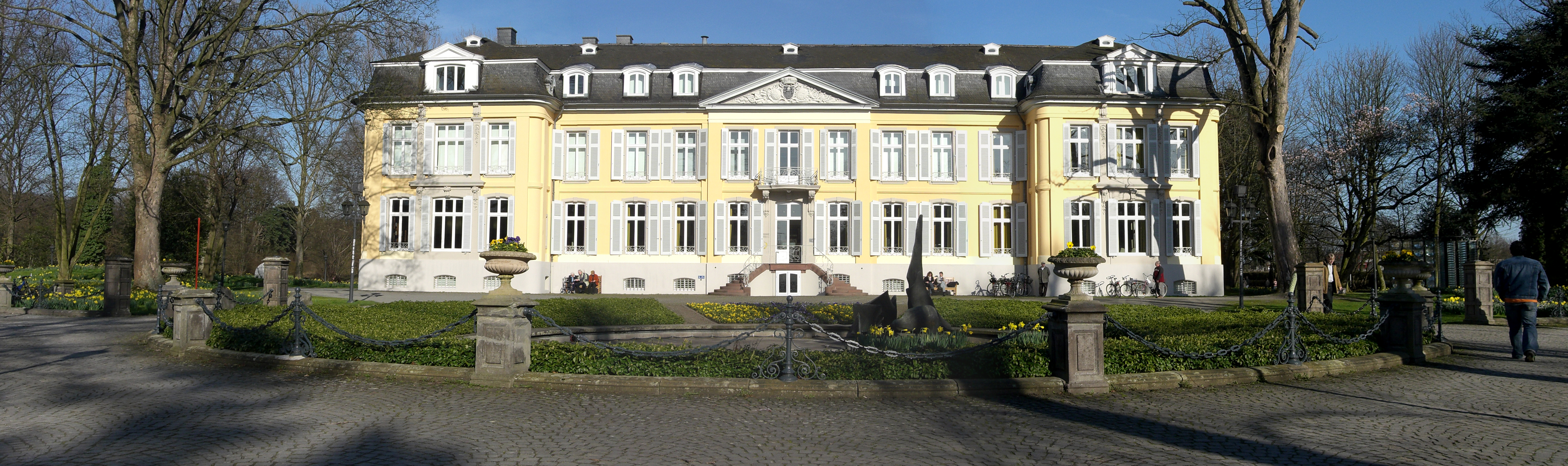
Mittelteil des heutigen Schlosses Morsbroich

Ignaz Franz Felix Freiherr von Roll zu Bernau (* 1719; † 24. Juli 1795 auf Schloss Morsbroich) war von 1761 bis 1795 Landkomtur des Deutschen-Ritterordens der Kammerballei Koblenz und befreundet mit dem Kölner Kurfürsten, Erzbischof und Ordens-Hochmeister Clemens August I. von Bayern. Sein Onkel war persönlicher Freund und Vertrauter des Kurfürsten, bis er 1733 in einem Duell mit Friedrich Christian von Beverförde zu Werries zu Tode kam.
1744 nach dem Tod des Grafen Ambrosius Franz von Virmont und Bretzenheim wurde er bzw. sein Vater Karl Hartmann Freiherr von Roll zu Bernau (1680–1757) vom Kölner Kurfürsten und Erzbischof mit der Reichsherrschaft Bretzenheim belehnt. Am 28. April 1772 verkauften die von Roll zu Bernau die Herrschaft an Karl August von Heydeck (Sohn des Kurfürsten von der Pfalz  Karl Theodor), was der Kölner Kurfürst am 16. August 1773 genehmigte.
Während seiner Zeit als Landkomtur ließ er 1762 die dem Orden gehörige Burg Hermülheim als Sommerresidenz der Ballei ausbauen. Im dort jetzt stehenden Wohngebiet „Hürth-Mitte“ erinnert der „Rollweg“, Seitenweg des Komturrings, an ihn und seine Herrschaft in Hermülheim. 1762 erwarb Roll in der damaligen kurkölnischen Residenzstadt Bonn den vormaligen Plettenberger Hof, den er 1772 wieder veräußerte.
1773 ließ er Gut Morsbroich abreißen und 1774 als Kopie des Schlosses Falkenlust in Brühl ein Lustschlösschen erbauen, das als Mittelteil des heutigen Schlosses Morsbroich noch steht und zu einem der Wahrzeichen Leverkusens wurde.
Die Stadt Leverkusen erinnert mit einer Straße in Schlebusch an ihn.